# Robert Siegfried Nagel
Robert Siegfried Nagel (* 28. September 1875 in Wien; † 23. Jänner 1945 ebenda) war ein österreichischer Lehrer, Übersetzer und Schriftsteller.

## Leben
Nagel wuchs in einfachen gesicherten Verhältnissen auf und absolvierte im Juli 1894 das Piaristengymnasium, an dem er sich schon mit dichterischen Arbeiten beschäftigt hatte.
In Wien studierte er Germanistik, unter anderem bei  Richard Heinzel (altdeutsche Sprache und Literatur) und Jakob Minor (moderne Literatur). Mit Freunden gründete er 1896 den Theaterverein Jugend. 1897 konvertierte er vom mosaischen zum römisch-katholischen Glauben. 1898 zum Dr. phil. promoviert war er 1899/1900 Supplent in Brünn. 1900 legte er die Lehramtsprüfungen für deutsche Sprache und klassische Philologie ab und arbeitete dann als Gymnasialprofessor im istrischen, zumeist von Italienern bewohnten Pola, wo er zurückgezogen lebte und sich seinen Studien widmete. Mit Rechtswirksamkeit vom 1. September 1904 wurde ihm eine Lehrstelle an der Staats-Realschule in Steyr verliehen (1906/07 und ab 25. September 1908 auch Nebenlehrer für Latein), wo sich unter seinen Schülern in Deutsch auch der junge Adolf Hitler befand. Hier gab er auch die Zeitschrift Widerhall heraus. Infolge einer Krankheit wurde er vom 4. Jänner 1911 bis zum Ende des Schuljahrs 1910/11 beurlaubt. Für die Dauer des Schuljahrs 1914/15 wurde er dem Staatsgymnasium in Linz „zur Dienstleistung zugewiesen“. Später soll er auch in Wien gelehrt haben.
1902 gab er Die Hauptwerke der deutschen Literatur heraus, und 1907 den ersten deutschen Literaturatlas. Seit 1916 betätigte er sich als freier Schriftsteller und Literarhistoriker. Auch übersetzte er Werke, hauptsächlich von August Strindberg.

## Veröffentlichungen
- Ein schrecklicher Tag; 1896
- Österreichische Dichter-Gedenktage; 1906
- Maturitätsfragen aus der deutschen Literaturgeschichte; 1907

## Belege
1. ↑  "... meldet den Austritt aus dem mosaischen Glauben"; S. 422
2. ↑  Jahres-Bericht der k. k. Staats-Realschule in Steyr Veröffentlicht am Schlusse des Studienjahres; S. 49, 59
3. ↑  https://literaturkritik.de/public/rezension.php?rez_id=12586

| Personendaten    | Personendaten                                          |
| ---------------- | ------------------------------------------------------ |
| NAME             | Nagel, Robert Siegfried                                |
| KURZBESCHREIBUNG | österreichischer Lehrer, Übersetzer und Schriftsteller |
| GEBURTSDATUM     | 28. September 1875                                     |
| GEBURTSORT       | Wien                                                   |
| STERBEDATUM      | 23. Januar 1945                                        |
| STERBEORT        | Wien                                                   |